# Lulu femme nue (film)
Pour les articles homonymes, voir Lulu et Lulu femme nue.
Pour plus de détails, voir Fiche technique et Distribution.
Lulu femme nue est un film français réalisé par Sólveig Anspach, sorti en 2013. C'est une libre adaptation de la bande dessinée Lulu femme nue d'Étienne Davodeau.

## Synopsis
Lucie « Lulu », passe un entretien d'embauche à Saint-Gilles-Croix-de-Vie. Timide et manquant d'assurance, elle ne sait pas se mettre en valeur. Elle n'est pas recrutée. Elle est mariée à Serge, garagiste. Ils ont trois enfants : Morgane, leur fille aînée de 16 ans, et deux garçons. À la gare, Lulu téléphone à Serge pour lui annoncer la mauvaise nouvelle. Il répond sur un ton méprisant qu'il s'y attendait. La seule chose qui semble le préoccuper est que sa femme rentre à la maison. Sur le quai, Lulu, contrariée, regarde partir son train. Elle enregistre un message sur le répondeur téléphonique pour donner des instructions à Morgane et informer de sa situation. Lulu passe la nuit dans un hôtel. Le lendemain, arrivée à la gare, elle s'aperçoit qu'elle n'a plus son alliance. Elle retourne à l'hôtel. Le réceptionniste n'est pas à son poste. Elle finit par le trouver et lui dit qu'elle a oublié son alliance dans la chambre à côté du lavabo. Il lui dit qu'il ne peut pas aller chercher pour l'instant et qu'il faut qu'elle revienne plus tard. En attendant, Lulu va se promener le long de la mer. Serge ne fait qu'exiger qu'elle rentre et qu'elle lui rende des comptes, dans les messages qu'il a enregistrés sur le répondeur de son téléphone portable. Lulu passe la nuit à l'hôtel.
Le lendemain, elle téléphone à sa sœur Cécile et lui dit qu'elle ne va pas rentrer maintenant, car elle veut rester ici pour se changer les idées. Du haut d'une falaise, elle aperçoit un homme immobile, couché sur le ventre sur le sable au pied des rochers. Elle le rejoint et lui parle, mais il ne répond pas et ne bouge pas. Elle le secoue, Charles se lève et ils commencent à sympathiser. Elle lui dit qu'elle n'a pas d'enfant. Le téléphone de Lulu sonne. Il prend le téléphone et le jette au loin sur les pierres. Lulu est abasourdie. Il part rechercher le téléphone. Quand il revient, Lulu est partie. La carte bancaire de Lulu est avalée par le distributeur automatique de billets. Elle téléphone à sa banque. Son interlocutrice lui annonce que Serge a déclaré la carte bancaire volée et qu'il faut attendre dix jours pour recevoir une carte neuve. Lulu téléphone à Serge à son garage, mais elle n'arrive pas à parler et raccroche. Elle dort sous un abri. Un homme la réveille et lui demande vulgairement qu'elle lui fasse une fellation. Lulu s'enfuit. Elle arrive à la fête foraine. Elle monte dans une auto-tamponneuse. Elle reconnait Charles qui pilote une autre auto-tamponneuse. Souriant, il lui dit qu'il a son téléphone portable et lui présente ses deux frères. Elle se sépare de lui devant l'hôtel. Elle y entre et attend de ne plus le voir dehors. Le réceptionniste lui dit qu'il n'a pas retrouvé son alliance. Un peu plus loin dans la rue, Charles la voit ressortir de l'hôtel. Lulu assise sur le front de mer dans la nuit s'apprête à passer la nuit à la belle étoile. Charles s'assoit à côté d'elle. Elle reconnait qu'elle n'a plus d'argent quand il lui demande. Chez lui, Charles fait cuire des œufs sur le plat à Lulu. Les deux frères de Charles entrent et s'assoient autour de Lulu pendant qu'elle mange. Charles cède son lit à Lulu.
Le lendemain matin, les frères de Charles proposent à Lulu de s'installer dans une caravane vide qui a été vandalisée, près du mobile home où vit Charles. Lulu accepte.
À la faveur de rencontres marquantes, cette femme timorée, complexée, se met à nu devant des inconnus, fait une mise au point sur sa vie, sur ce qu'elle est, veut et aime vraiment. Et elle change.

## Fiche technique
- Titre : Lulu femme nue
- Réalisation : Sólveig Anspach
- Scénario : Sólveig Anspach et Jean-Luc Gaget, d'après la bande dessinée homonyme d'Étienne Davodeau
- Musique : Martin Wheeler
- Décors : Stéphane Lévy
- Photographie : Isabelle Razavet
- Son : Éric Boisteau
- Montage : Anne Riegel
- Production : Caroline Roussel et Jean Labadie
- Sociétés de production : Arturo Mio et Le Pacte, en association avec les SOFICA Cinémage 7 et Indéfilms 1
- Société de distribution : Le Pacte
- Pays d'origine :  France
- Langue originale : français
- Format : couleur - 2,35:1 - Dolby Digital
- Genre : comédie dramatique
- Dates de sortie :
  - France : 31 juillet 2013 (Festival du film de Lama) ; 23 octobre 2013 (Hof Film Festival) ; 9 novembre 2013 (Festival du film d'Arras) ; 22 janvier 2014 (sortie nationale)
  - Belgique : 28 septembre 2013 (Festival du film francophone de Namur) ; 22 janvier 2014 (sortie nationale)

## Distribution
- Karin Viard : Lucie « Lulu »
- Bouli Lanners : Charles Castanaud, amoureux de Lulu
- Claude Gensac : Marthe, vieille dame amie de Lulu
- Corinne Masiero : la patronne du bar
- Pascal Demolon : Richard Castanaud, un frère de Charles
- Philippe Rebbot : Jean-Marie Castanaud, un frère de Charles
- Nina Meurisse : Virginie, la serveuse
- Marie Payen : Cécile, sœur de Lulu
- Solène Rigot : Morgane, fille de Lulu, 16 ans
- Patrick Ligardes : Serge, mari de Lulu, garagiste
- Maxime Le Garrec : Pablo, fils de Lulu
- Matthieu Le Garrec : Jules, fils de Lulu
- Vincent Londez : le DRH qui reçoit Lulu en entretien
- Thomas Blanchard : le réceptionniste de l'hôtel

## Production

### Tournage
Le film a été tourné à l'automne 2012 sur la Côte de Lumière principalement aux Sables-d'Olonne, à Saint-Gilles-Croix-de-Vie, à Saint-Hilaire-de-Riez, et à Sion-sur-l'Océan.

## Accueil

### Accueil critique
En France, le site Allociné propose une note moyenne de 3,8⁄5 à partir de l'interprétation de critiques provenant de 21 titres de presse.

## Distinctions

### Récompenses
- Festival du film de Sarlat 2013 : Prix d'interprétation féminine pour Karin Viard

### Nominations
- Césars 2015 :
  - Meilleure actrice dans un second rôle pour Claude Gensac
  - Meilleure adaptation Sólveig Anspach et Jean-Luc Gaget (d'après la BD éponyme d'Étienne Davodeau)

## Autour du film
La carte postale envoyée par Lulu à Charles a été dessinée par Étienne Davodeau, l’auteur de la bande dessinée à l'origine du film.